# 道の駅あびら D51ステーション
道の駅あびら D51ステーション（みちのえき あびら でごいちステーション）は、北海道勇払郡安平町にある国道234号の道の駅である。

## 施設
- 駐車場 117台[5]
  - 大型車 17台
  - 小型車 96台
  - 身障者用 4台
- トイレ 22器
- センターハウス
  - テイクアウトコーナー
  - 特産品販売コーナー
  - ベーカリーコーナー
  - アトリウム
  - レガシーギャラリー
  - 観光・情報コーナー
- 農産物直売所
- SL倉庫
- SL広場

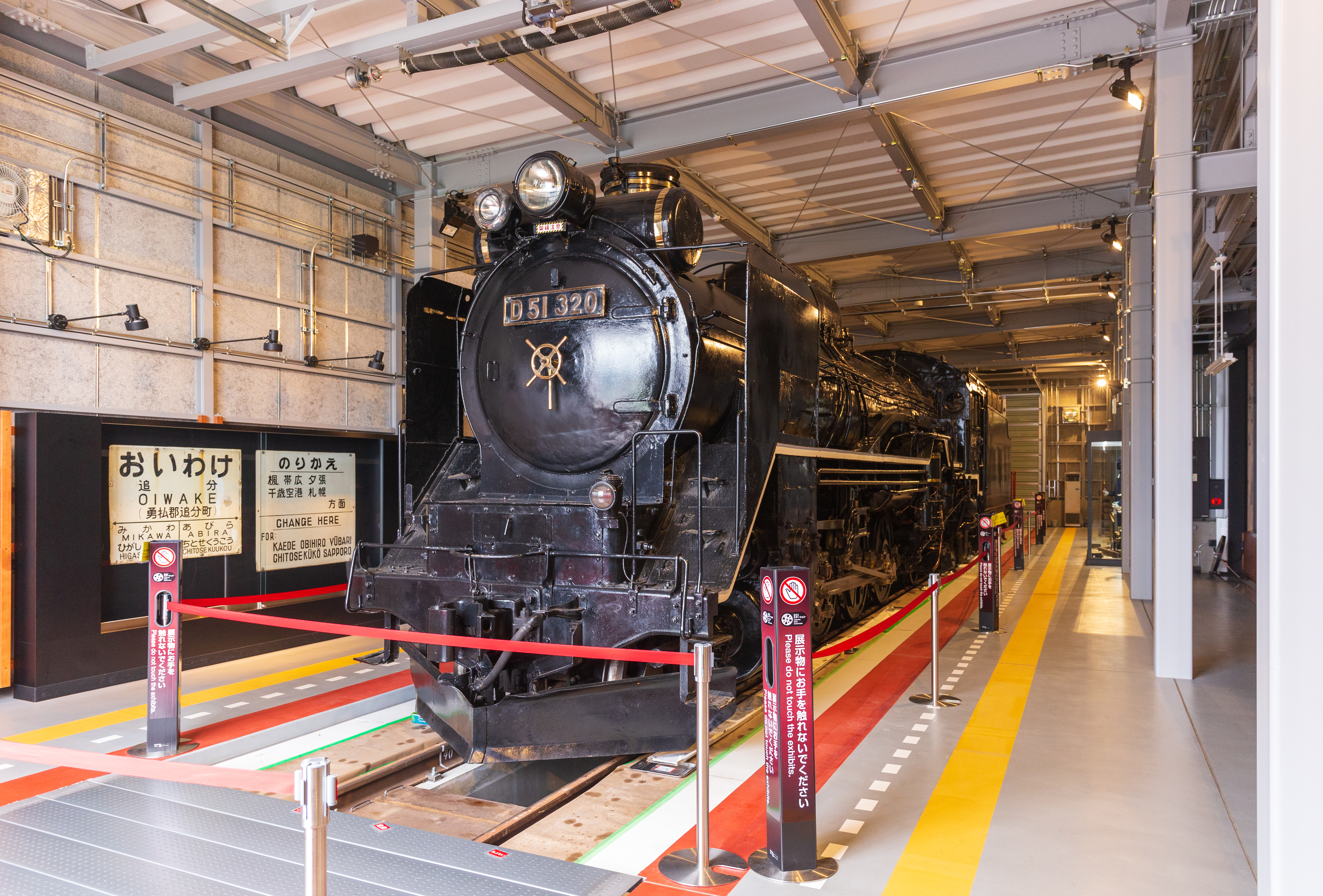
展示保存されているD51 320号機

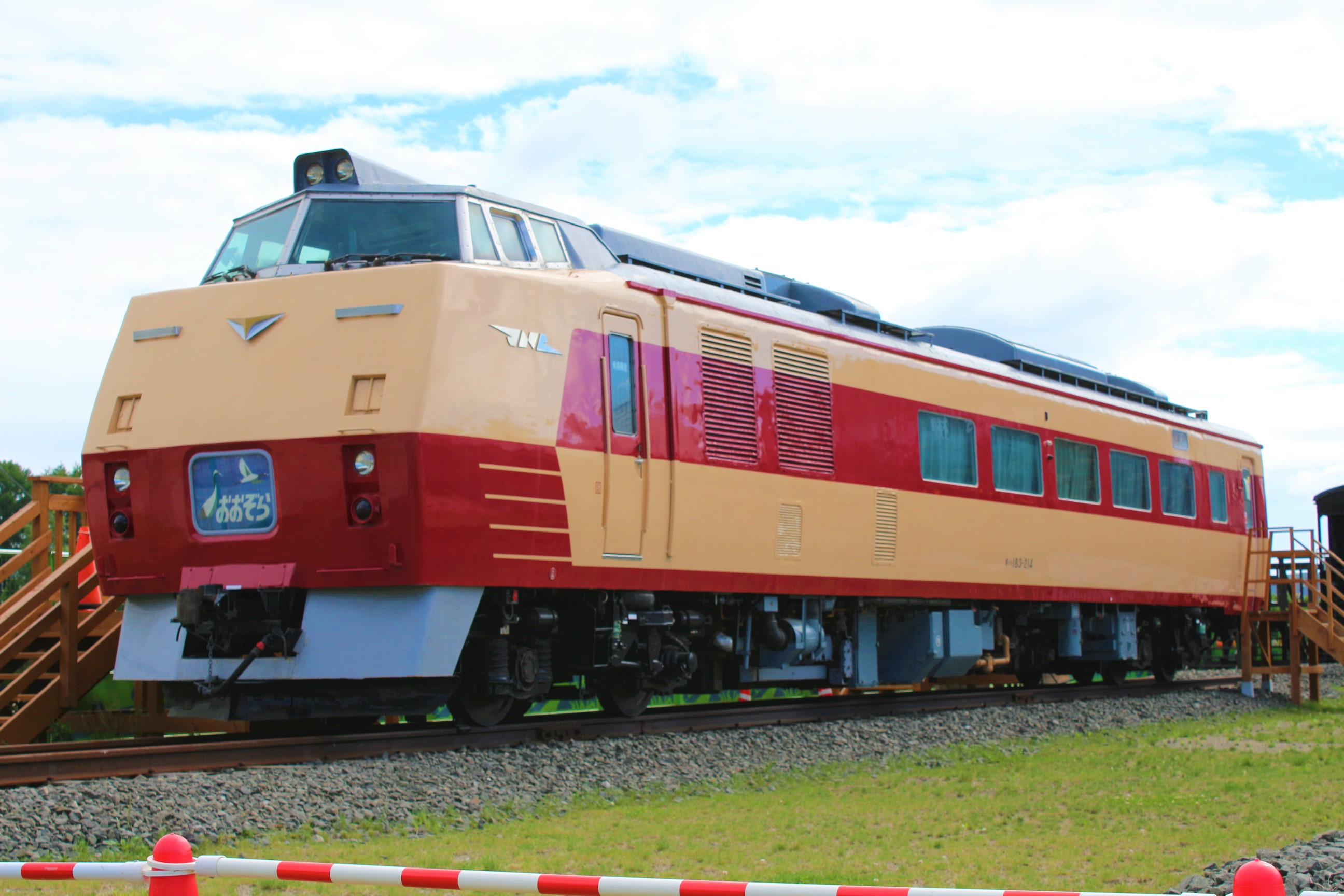
展示保存されているキハ183系気動車

SL倉庫には国鉄D51形蒸気機関車320号機が、SL広場には国鉄キハ183系気動車が2019年6月からそれぞれ展示保存された（北海道胆振東部地震の影響により車両の移設が遅延）。

## 営業時間
- 9:00 - 18:00（4月 - 10月）/ 9:00 - 17:00（11月 - 3月）[6]
  - 農産物直売所 9:00 - 17:00（4月 - 10月）[6]

## 休館日
- 年末年始（12月31日 - 1月3日）

## アクセス
- 車でのアクセス[5]
  - E38 道東自動車道 追分町ICから約3分
  - 新千歳空港から約30分

## 周辺
- 追分駅（JR室蘭本線、石勝線）